# Murat, Allier
Murat là một xã ở tỉnh Allier thuộc miền trung nước Pháp.